# Instituto Tecnológico de Tepic
El Instituto Tecnológico de Tepic (ITT), es una institución pública de educación superior localizada en Tepic, Nayarit, México.
El Instituto Tecnológico de Tepic imparte 11 carreras a nivel licenciatura, dos maestrías y un doctorado en las áreas de ciencias sociales y administrativas, ciencias naturales y exactas, e ingeniería.  Forma parte del Tecnológico Nacional de México (TecNM), de la Secretaría de Educación Pública de México.  El instituto fue creado el 1 de octubre de 1975.

## Oferta Educativa

### Profesional
- Arquitectura
- Licenciatura en Administración
- Ingeniería Bioquímica
- Ingeniería Civil
- Ingeniería Eléctrica
- Ingeniería Industrial
- Ingeniería Mecatrónica
- Ingeniería Química
- Ingeniería en Gestión Empresarial
- Ingeniería en Sistemas Computacionales

## Posgrados
- Maestría en Ciencias de los Alimentos
- Maestría en Tecnologías de la Información
- Doctorado en Ciencia de los Alimentos